# Palmeiras-Barra Funda
Palmeiras-Barra Funda è il secondo polo d'interscambio più importante della metropoli brasiliana di San Paolo. Inaugurata il 17 dicembre 1988, la stazione si trova nel quartiere di Barra Funda e raggruppa nello stesso terminal le linee urbane, interurbane, interstatali, internazionali e metropolitane di autobus, treni e metropolitana.

## Storia
La prima compagnia ferroviaria ad inaugurare una stazione a Barra Funda fu l'Estrada de Ferro Sorocabana il 10 luglio 1875. Il 19 maggio 1892, la São Paulo Railway aprì la sua stazione, pochi metri più avanti, dopo il viadotto di Pacaembu. Le stazioni erano isolate l'una dall'altra. L'idea di integrare i treni pendolari con la metropolitana iniziò a prendere forma negli anni '80 del XX secolo.
L'attuale stazione è stata realizzata dalla Metropolitana di San Paolo con i finanziamenti del Governo dello Stato di San Paolo e del Governo federale, nel piazzale dell'ex stazione omonima di Sorocabana, per servire la linea Est-Ovest (oggi linea 3-Rossa) e unificare in una stazione le linee ferroviarie suburbane FEPASA (ex Sorocabana) e CBTU (ex Estrada de Ferro Santos-Jundiaí).
La stazione è stata inaugurata il 17 dicembre 1988. Al momento dell'apertura era attiva solo la metropolitana e le linee FEPASA. La linea CBTU non sarebbe stata trasferita lì fino al 5 gennaio 1989.
Dopo l'unificazione delle linee suburbane FEPASA e CBTU in CPTM, è iniziata la libera circolazione tra le linee delle ex compagnie.
Il 27 aprile 2006, la stazione della metropolitana è stata ribattezzata Palmeiras-Barra Funda, in onore della Sociedade Esportiva Palmeiras, una delle principali società sportive di San Paolo.